# 珊瑚小鮋
珊瑚小鮋是輻鰭魚綱鮋形目鮋亞目鮋科的一種，為亞熱帶海水魚，分布於印度太平洋東非至法屬波里尼西亞海域，棲息深度0-18公尺，體長可達10.5公分。棲息在珊瑚礁底層水域，生活習性不明。

## 扩展阅读
維基物種上的相關：珊瑚小鮋